# 핀란드 사회주의노동자당
핀란드 사회주의노동자당(핀란드어: Suomen Sosialistinen Työväenpuolue 수오멘 소시알리스티넨 튀외배엔푸올루에[*])은 1920년대 초반 핀란드에 있었던 정당이다. 1918년 핀란드 내전이 수습된 뒤 핀란드 사회민주당(SDP)이 우경화되자 당내 좌파들이 탈당해서 만들었다. 내전 중 소련으로 망명간 이들이 만들어 핀란드에서는 불법정당이었던 핀란드 공산당(SKP)이 이 정당의 뒤에서 암약하며 자신들의 표면단체로 장악하려고 시도했다. SSTP는 1923년 SKP와의 접촉을 빌미로 활동이 금지되고 당 지도부와 현직 의원들이 구속되면서 해산되었다.
SSTP는 1920년 5월 13일 헬싱키 노동자회관에서 창당했다. 창당대회에는 42개 조직을 대표하는 82명이 참여했다. 내전 이후 SDP에서 소수파가 된 당내 좌파들이 주축이었다. SDP의 몇몇 부문조직들도 SSTP를 따라갔다. SSTP 창당에 참여한 이들은 대부분 어느 정도건 내전에 관여한 점에 대해 규탄을 받는 입장이었다.:148–161.
당대회 둘째 날, SSTP는 공산주의자 인터내셔널(코민테른)에 가맹하기로 결정했다. 그 직후 경찰들이 난입해와 대회를 해산시키고 참여자들을 체포했다. 체포된 이들 중 일부는 실형을 선고받았다. 그래서 주요 활동가들이 체포된 상황에서 6우러 16일 헬싱키의 조직이 스스로를 정당으로 선언하고 지도부를 선출했다. 당주석에는 헬싱키의 금속노동자 약코 세베루스 키비가 선출되었다. SSTP의 강령은 SKP 당중앙의 오토 빌레 쿠시넨이 써준 것을 그대로 받아 썼다.:161–166.
SSTP는 1922년 핀란드 의회선거에 참여했으나, 후보들은 SSTP 이름을 걸고 출마할 수는 없었다. 그래서 1922년 2월 24일 핀란드 노동자 중앙선거위원회(핀란드어: Suomen Työväen Keskusvaalikomitea)가 설치되었고, 핀란드 노동조홥(SAJ), 핀란드 사회민주청년동맹(SSN), 핀란드 사회민주여성동맹도 SSTP에 연대해서 참여했다. 위원회는 각 선거구에 130명의 후보를 공천했으며, 128,121표를 득표하고 27명의 의원을 당선시켰다. 그 중 6명은 여성이었다.
SSTP는 창당부터 해산되기까지 내내 그 존재가 위협에 시달렸다. 당원들이 감옥에 가는 것이 부지기수였고 당보를 없애려는 시도도 지속적으로 이루어졌다. 1923년 초, SSTP는 사회주의와 연결되는 것이 위험하다고 판단했는지 당명을 핀란드 노동자당(핀란드어: Suomen Työväenpuolue), 약칭 STP로 바꾼다. 하지만 그런 노력도 헛되이 8월 3일 STP 소속의 현직 의원들과 당중앙위원들, 당서기들, 지구당 위원장들을 비롯한 당료들이 일시에 체포되었다. 당보 출판 등의 활동은 금지되었다. STP의 활동금지는 STP가 불법정당인 SKP와 접촉했다는 이유로 정당화되었다. 핀란드 공안당국은 독일 보안경찰로부터 코민테른의 분란책동계획에 대한 정보를 전달받았고, 이로 인해 핀란드에는 공포가 확산되어 있었다. 하지만 이런 식의 처리는 과하다는 시각은 당대부터 존재했다. 예컨대 SSTP와 경쟁관계였던 SDP의 지도자 배이뇌 탄네르는 이례적으로 강한 비판을 내놓았다. 
SSTP가 해산되자 당원들은 사회주의 노동자소농 선거기구(STPV)를 통해 선거에 참여했다. STPV는 SSTP와 달리 중앙집중된 위원회를 만들지 않고 지역별 협회와 위원회들의 선거연합체라는 명목을 가지고 있었기 때문에 공안당국 입장에서 처리하기 좀더 어려워졌다.:128
SSTP의 지지기반은 노동자협회들이었다. SDP 시절부터 있었던 오래된 협회들은 대개 이름을 유지했고, 새로 만들어진 협회들은 "사회주의(노동자)협회"라는 식으로 이름을 붙였다. 1922년 SSTP 당원은 24,398명이었고 연대하는 조직은 706개였으며 그 중 185개가 노동자협회였다. 도당은 16개가 있었고 시당은 68개가 있었다.:314-317.

## 역대 지도부
주석:501
1. 아우구스트 아타민포이카 라티카이넨 (1920년 2월 17일-1920년 5월 14일)
2. 약코 세베루스 키비 (1920년 6월 16일-1920년 12월 28일)
3. 햘마르 에리크 에클룬드 (1920년 12월 28일-1922년 1월 26일)
4. 닐로 프란스 밸래리 (1922년 1월 31일-1922년 3월 31일)
5. 닐로 프란스 밸래리 (1922년 4월 1일-1923년 5월 17일)
6. 토이보 햘마르 롱스트룀 (1923년 5월 17일-1923년 8월 3일)